# اورلاند هیلز (ایلینوی)
اورلاند هیلز (به انگلیسی: Orland Hills) یک روستا در ایالات متحده آمریکا است که در شهرستان کوک (ایلینوی) واقع شده‌است. اورلاند هیلز ۲٫۹۹ کیلومتر مربع مساحت و ۷٬۱۴۹ نفر جمعیت دارد.